# Archidiecezja Antsiranana
Archidiecezja Antsiranana (łac. Archidiœcesis Antsirananensis) – archidiecezja rzymskokatolicka na Madagaskarze, powstała w 1896 jako wikariat apostolski Północnego Madagaskaru. W 1913 przemianowana na wikariat Diego Suarez. Diecezja od 1955, archidiecezja od 1958. Pod obecną nazwą od 1989.

## Główne świątynie
- Archikatedra: Archikatedra Najświętszego Serca Jezusowego w Antsirananie

## Biskupi diecezjalni
Wikariusze Północnego Madagaskaru
- François-Xavier Corbet CSSp (1898–1913)

Wikariusze apostolscy Diego Suarez
- François-Xavier Corbet CSSp (1913–1914)
- Auguste Julien Pierre Fortineau CSSp (1914–1946)
- Edmond-Marie-Jean Wolff CSSp (1947–1955)

Biskupi Diego Suarez
- Edmond-Marie-Jean Wolff CSSp (1955–1958)

Arcybiskupi Diego Suarez
- Edmond-Marie-Jean Wolff CSSp (1958–1967)
- Albert Joseph Tsiahoana (1967–1989)

Arcybiskupi Antsiranany
- Albert Joseph Tsiahoana (1989–1998)
- Michel Malo (1998–2013)
- Benjamin Marc Ramaroson CM (od 2013)